# Combes (Texas)
Pour les articles homonymes, voir Combes.
Combes est une ville du comté de Cameron, dans l’État du Texas, aux États-Unis. Sa population s’élevait à 2 895 habitants lors du recensement de 2010.

## Jumelages
- Combes (France)

## Source
- (en) Cet article est partiellement ou en totalité issu de l’article de Wikipédia en anglais intitulé « Combes, Texas » (voir la liste des auteurs).